# Игуманија Агнија (Марић)
Агнија (световно Невенка Марић; Машићи код Градишке, 11. јун 1950 — Београд, 1. октобар 2011) била је српска хаџи-игуманија и старешина Манастира Копорина.

## Биографија
Мати Агнија рођена је 1950. године у Машићима код Градишке (Република Српска) а у Манастир Копорин код Велике Плане је дошла са својом мајком 1963. године кад је имала 13 година и ту остала заувек. За собом је оставила дубок траг, настављајући уређивање манастира са својим вредним сестринством, тако да он данас спада у најлепше уређене светиње на овим просторима. Остало је у памћењу њено приређивање прославе поводом шест векова Копорина, када се у ту окупило више од 5.000. људи.
Била је мати игуманија, тада само монахиња, присутна све време ископавања мошти у манастирској цркви за које је светски признати антрополог академик др. Србољуб Живановић доказао да припадају светом деспоту Стефану Лазаревић, сину кнеза Лазара. Он је манастир Копорин сазидао, како се сматра, 1402. године.
У многе заслуге поч. игуманије Агније спада и издавање монографије манастира Копорин, а надасве њен рад на унапређивању духовног живота народа.
Године 1995. постаје игуманија Манастира Копорина за време њеног управљања урађено је доста тога када манастир доживљава своју ренесансу: нов конак је направљен 1996. године трпезарија 1996. године зграда адаптирана у коначиште за народ 1997. године главни конак 1998. године дозидан анекс трпезарији 1999. године „Прокин конак“ 2000. године.
Упокојила се у Господу у суботу 1. октобара 2011. године у Београду. Сахрана игуманије Агније обављена је у недељу на монашком гробљу Манастира Копорина, у порти источно од олтара, поред њене претходнице поч. мати Серафиме.
Сахрањена је у присуству великог броја народа у недељу 2. октобара на манастирском гробљу.
Свету архијерејску литургију и опело служили су архимандрит Доситеј из манастира Гргетег (Фрушка гора), архимандрит отац Стефан и свештенство браничевске епархије.